# Fremdherrschaft
Der Begriff Fremdherrschaft (manchmal auch Xenokratie; altgriechisch ξένος xenos, deutsch ‚Fremder‘, auch ‚Gast‘, und κρατεῖν kratein „herrschen“) bezeichnet vorwiegend im geschichtlichen Zusammenhang Militärdiktaturen, die nach der Eroberung eines Gebietes errichtet werden und über eine Verwaltung durch Besatzungstruppen hinausgehen, sowie allgemein jede Herrschaft von Fremden in einem bestimmten Territorium. Mit der Verwendung dieser Bezeichnung wird zugleich die Legitimität der bestehenden Herrschaftsform in Frage gestellt. Gewöhnlich werden politische Institutionen installiert, deren Führungspositionen nicht militärisch sind und von zivilen Angehörigen der erobernden Macht beziehungsweise lokale Statthalter (Vasallen) besetzt werden.

## Deutscher Sprachgebrauch
Im deutschen Sprachgebrauch tauchte der Begriff vermehrt nach siegreicher Beendigung der Befreiungskriege 1815 als Bezeichnung der napoleonischen Diktatur in Deutschland auf. Die Herrschaft Napoleons wurde in Deutschland aber auch ambivalent erlebt. So sahen viele in ihm zugleich einen Befreier.
Im Zweiten Weltkrieg war während des Polenfeldzuges von der „Befreiung des Weichsellandes von polnischer Fremdherrschaft“ die Rede. Beim Westfeldzug fand sich die entsprechende Semantik in Bezug auf Eupen-Malmedy.
Im Prozess der Nationenbildung wird der Begriff einer Fremdherrschaft oft als völkisch-nationalistischer Kampfbegriff antidemokratischer und präfaschistischer politischer Richtungen verwendet, der in den konservativen nationalrevolutionären Strömungen im Begriff „amerikanisch-plutokratische Fremdherrschaft“ den Hinweis auf eine „Anti-US-System-Einstellung“ anbietet. Als Topos im Antisemitismus beschwört der Begriff als verschwörungstheoretische Ideologie die weltweite angebliche Zionisten-Macht.

## Kolonialismus und Völkerrecht
Kolonialherrschaft wurde oft als Fremdherrschaft wahrgenommen, mit der Folge, dass die Betroffenen bisweilen lieber schlecht von Ihresgleichen als gut von Fremden regiert werden wollten. Die UN-Generalversammlung bekräftigte im Sinne des Selbstbestimmungsrechts der Völker das Recht, gegen Fremdherrschaft zu kämpfen:

„Die Generalversammlung […] bekräftigt die Rechtmäßigkeit des Kampfes aller unter Kolonial- und Fremdherrschaft stehenden Völker, insbesondere des palästinensischen Volkes, um die Ausübung ihres unveräußerlichen Rechts auf Selbstbestimmung und nationale Unabhängigkeit, die es ihnen ermöglichen wird, ihr politisches, wirtschaftliches und soziales System ohne Einmischung von außen zu bestimmen.“

Gegen Fremdherrschaft gibt es verschiedene Formen des Widerstandes. Eine davon ist die Durchsetzung des Selbstbestimmungsrechts der Völker mit Gewalt, hierbei wird argumentiert, dass die Aggression bei der Fremdherrschaft ausübenden Kolonialmacht originiert.